# Vano Baby
 (mars 2023).
La mise en forme du texte ne suit pas les recommandations de Wikipédia : il faut le « wikifier ».
Les points d'amélioration suivants sont les cas les plus fréquents :
- Les titres sont pré-formatés par le logiciel. Ils ne sont ni en capitales, ni en gras.
- Le texte ne doit pas être écrit en capitales (les noms de famille non plus), ni en gras, ni en italique, ni en « petit »…
- Le gras n'est utilisé que pour surligner le titre de l'article dans l'introduction, une seule fois.
- L'italique est rarement utilisé : mots en langue étrangère, titres d'œuvres, noms de bateaux, etc.
- Les citations ne sont pas en italique mais en corps de texte normal. Elles sont entourées par des guillemets français : « et ».
- Les listes à puces sont à éviter, des paragraphes rédigés étant largement préférés. Les tableaux sont à réserver à la présentation de données structurées (résultats, etc.).
- Les appels de note de bas de page (petits chiffres en exposant, introduits par l'outil «  Source ») sont à placer entre la fin de phrase et le point final[comme ça].
- Les liens internes (vers d'autres articles de Wikipédia) sont à choisir avec parcimonie. Créez des liens vers des articles approfondissant le sujet. Les termes génériques sans rapport avec le sujet sont à éviter, ainsi que les répétitions de liens vers un même terme.
- Les liens externes sont à placer uniquement dans une section « Liens externes », à la fin de l'article. Ces liens sont à choisir avec parcimonie suivant les règles définies. Si un lien sert de source à l'article, son insertion dans le texte est à faire par les notes de bas de page.
- La présentation des références doit suivre les conventions bibliographiques. Il est recommandé d'utiliser les modèles {{Ouvrage}}, {{Chapitre}}, {{Article}}, {{Lien web}} et/ou {{Bibliographie}}. Le mode d'édition visuel peut mettre en forme automatiquement les références.
- Insérer une infobox (cadre d'informations à droite) n'est pas obligatoire pour parachever la mise en page.

Pour une aide détaillée, merci de consulter Aide:Wikification.
Si vous pensez que ces points ont été résolus, vous pouvez retirer ce bandeau et améliorer la mise en forme d'un autre article.
 (mars 2023).
Vano Baby, alias Azéto gbèdé, a l'état civil Aurel Sylvanus Adjivon, est un chanteur rappeur béninois, originaire de Grand-Popo dans le sud du Bénin.

## Biographie
Né le 9 mai 1994 à sainte-rita (Cotonou), Aurel Sylvanus Adjivon entre dans l'univers du rap dès sa jeune enfance,. En 2013, il sort son premier single intitulé "Drague azonto" que le public béninois découvre. En 2014, il participe au concours Mtn découverte talents où il remporte le premier prix d'une valeur de  5million de francs CFA,. En 2016, il sort un single intitulé «Adigoue Gboun Gboun». Bien que remplie de vulgarités il fait le tour du Bénin.Il enchaine avec les hits  "je s'en fou", "Tonssimè chap", en passant par "Bella" et "Vano wè". A la grande surprise de ses fans l'artiste que l'on reconnait par sa vulgarité revient en 2019 avec une sonorité complètement différente intitulée "Madame". Il enchaine avec "Chéri coco", "Tu mérite tout"; ce qui lui vaut d'ailleurs le prix du meilleur artiste au Benin top 10 2021. Dans la même année, il a été sacré Meilleur Artiste De L’année 2021 au Bénin Top 10 Awards. En 2022, il a une nouvelle fois remporté le prix de l’ “Artiste de l’année.

## Discographie
Vano Baby Jusqu'à ce jour l'artiste ne dispose d'aucun album à son actif mais a son actif plusieurs singles,,,:
- 2016 : Adigoue Gboun Gboun
- 2017 : Je s'en fou
- 2017 : Tonsimin chap feat Ng bling
- 2018 :  Bissé feat Suspect 95
- 2019 : Pas d'amis feat Fanicko
- 2019 : Bella
- 2019 : Man zwe do charge
- 2019 : Madame
- 2019 : Vano wè'
- 2021 : Nou twé lè
- 2021 : Chéri coco
- 2022 : Tu mérite tout
- 2022 : Diyo
- 2022 : " Enfant de Dieu"
- 2023 : " Coup Monté "
- 2023 : " Diyo"
- 2023 : " Mahu Si"
- 2023 : " C'est toi"
- 2023 : " Weekend Mood"
- 2024 :   Fité
- 2024 : russie feat Himra
- 2024 : Assidogbèa feat Le Renoi
- 2024 : La souris danse feat Axel Merryl
- 2024 : Coté feat Conex et Don
- 2025 : Lauraa feat Vano baby : Amour Compliqué
- 2025 : Do Bandit Min

## Récompenses et nominations
- 2015 : 1er prix Mtn découverte talents[3],
- 2021 : Artiste de l'année au Benin top 10[2],
- 2022 : Artiste de l'année au Benin top 10[4].
- 2023 : Artiste de l'année au Bénin top 10 Awards[19].
- 2024 : Artiste de l'année au Bénin top 10 Awards[20].